# Wasyl Wełyczkowski
Wasyl Wełyczkowski CSsR (ukr. Василь Величковський, ur. 1 czerwca 1903 w Stanisławowie, zm. 30 czerwca 1973 w Winnipeg) – ukraiński duchowny greckokatolicki, redemptorysta, Błogosławiony Kościoła katolickiego.
W 1920 wstąpił do Seminarium Duchownego we Lwowie. W 1925 złożył pierwsze śluby zakonne w Hołosku koło Lwowa u ojców redemptorystów, a święcenia kapłańskie przyjął 9 października 1925 z rąk biskupa łuckiego i całego Wołynia Josyfa Bociana. Był nauczycielem wiary i misjonarzem na Wołyniu, a od 1942 ihumenem monastyru w Tarnopolu, gdzie w 1945 został aresztowany i odesłany do Kijowa. Wyrok śmierci zamieniono mu na 10 lat robót przymusowych. W 1955 powrócił do Lwowa.  Wyświęcony potajemnie na greckokatolickiego biskupa łuckiego 4 lutego 1963 r. w Moskwie przez metropolitę Josyfa Slipego. Po raz drugi uwięziony w 1969 na trzy lata; po zwolnieniu zmuszony do opuszczenia Ukrainy. Zmarł 30 czerwca 1973 w Winnipeg (Kanada); według jednej z teorii przed wyjazdem z Ukrainy została mu wstrzyknięta wolno działająca trucizna.
Beatyfikowany przez papieża Jana Pawła II 27 czerwca 2001 na hipodromie we Lwowie podczas Liturgii, połączonej z beatyfikacjami 27 nowomęczenników greckokatolickich, odprawionej w obrządku bizantyjsko-ukraińskim, podczas pielgrzymki Jana Pawła II na Ukrainę.